# WTA Stratton Mountain
Das WTA Stratton Mountain (offiziell: Acura U.S. Women’s Hardcourts) war ein Tennisturnier der WTA Tour, das in dem Ort Stratton Mountain ausgetragen wurde.

## Siegerliste

### Einzel
| Jahr                   | Siegerin          | Finalgegnerin           | Ergebnis      |
| ---------------------- | ----------------- | ----------------------- | ------------- |
| ↓ Kategorie: Tier II ↓ |                   |                         |               |
| 1993                   | Conchita Martínez | Zina Garrison Jackson   | 6:3, 6:2      |
| 1994                   | Conchita Martínez | Arantxa Sánchez Vicario | 4:6, 6:3, 6:4 |

### Doppel
| Jahr                   | Siegerinnen                    | Finalgegnerinnen                          | Ergebnis      |
| ---------------------- | ------------------------------ | ----------------------------------------- | ------------- |
| ↓ Kategorie: Tier II ↓ |                                |                                           |               |
| 1993                   | Elizabeth Smylie Helena Suková | Manuela Maleeva-Fragnière Mercedes Paz    | 6:1, 6:2      |
| 1994                   | Pam Shriver Elizabeth Smylie   | Conchita Martínez Arantxa Sánchez Vicario | 7:6, 6:2, 7:5 |

## Quelle
- ITF Homepage